# Mølin (Vágar)
Mølin è un rilievo alto 423 metri sul mare situato sull'isola di Vágar, nell'arcipelago delle Isole Fær Øer, in Danimarca.